# Trở lại Ngư Thủy
Trở lại Ngư Thủy là bộ phim tài liệu điện ảnh năm 1998 của Việt Nam do Hãng phim Tài liệu và Khoa học Trung ương sản xuất, Lê Mạnh Thích và Đỗ Khánh Toàn đạo diễn, kịch bản được viết bởi Lê Mạnh Thích và Lò Minh. Bộ phim được lấy cảm hứng từ phim tài liệu quay năm 1969, Những cô gái Ngư Thủy do Lò Minh quay phim kiêm đạo diễn.

## Nội dung
Qua lời kể của đạo diễn Lò Minh, ông trở lại Ngư Thủy thăm đại đội nữ pháo binh của xã, cùng họ ôn lại những hồi ức và chứng kiến hoàn cảnh sống của họ thời hậu chiến.

## Sản xuất
Năm 1996, một đoàn làm phim từ Nhật Bản đã mời đạo diễn Lò Minh hợp tác làm bộ phim tài liệu về Đại đội nữ pháo binh Ngư Thủy, sau khi đoàn phim Nhật Bản hoàn thành công việc, họ đã đưa bộ phim về nước. Lò Minh đã kiến nghị với Lê Mạnh Thích - lúc này là Giám đốc Hãng phim Tài liệu và Khoa học Trung ương - làm một bộ phim tương tự của đoàn phim Nhật Bản.
Thời điểm năm 1997, khi tham quay Trở lại Ngư Thủy, Nguyễn Thước đang chuẩn bị tốt nghiệp lớp đạo diễn. Quá trình quay diễn ra trong 20 ngày, đoàn làm phim phải đi nhờ chiếc xe tốt nhất của tỉnh thời điểm ấy mới đến được gần đồn biên phòng. Hằng ngày, họ phải đi bộ hơn 10km đường cát từ đồn biên phòng để vào làng.

## Đón nhận
Ngay sau khi phim ra mắt, Hãng phim Tài liệu và Khoa học Trung ương cùng giới báo chí đã phát động một phong trào quyên góp hướng về Ngư Thủy. Một năm sau, toàn bộ Đại đội nữ pháo binh Ngư Thủy được đón ra Hà Nội thăm quan, khi ra về, Tập đoàn Điện lực Việt Nam tặng mỗi cô một chiếc tivi. Vùng đất này qua đó đã bắt đầu có điện, Hội đồng Anh kết hợp với Bộ Giao thông Vận tải xây đường bê tông vào xã, trường học cũng được xây dựng.

### Đánh giá
Trở lại Ngư Thủy kể về cuộc sống khắc nghiệt của các nữ chiến sĩ anh hùng gần 30 năm sau thời điểm Những cô gái Ngư Thủy ra mắt. Bên cạnh tiếng nói chủ quan của người làm phim, bộ phim còn ghi lại tiếng nói riêng của các nữ cựu chiến binh về những khó khăn tài chính, sự bất lợi về thể chất, tuổi tác và sự cô đơn khi một số người trong số họ không lập được gia đình sau khi chiến tranh kết thúc, dù họ vẫn tự hào về những đóng góp của mình cho sự nghiệp cách mạng. Với những cảnh quay về những người phụ nữ già yếu nghèo khổ ở hiện tại, Trở lại Ngư Thủy cho thấy sự sự trái ngược giữ sự cống hiến tuổi thanh xuân, hy sinh vì sự nghiệp dân tộc trong thời chiến với cuộc sống nghèo nàn dường như nằm ngoài  quá trình hiện đại hóa đất nước.

## Giải thưởng
| Năm  | Giải thưởng                                        | Hạng mục           | Nhận giải     | Kết quả         | Chú thích   |
| ---- | -------------------------------------------------- | ------------------ | ------------- | --------------- | ----------- |
| 1998 | Giải thưởng Hội Điện ảnh Việt Nam 1998             | Phim tài liệu      | (bộ phim)     | Giải A          | [ 1 ]       |
| 1998 | Liên hoan phim châu Á - Thái Bình Dương lần thứ 43 | Phim tài liệu      | (bộ phim)     | Huy chương Vàng | [ 9 ] [ 1 ] |
| 1999 | Liên hoan phim Việt Nam lần thứ 12                 | Phim tài liệu      | (bộ phim)     | Bông sen Vàng   | [ 10 ]      |
| 1999 | Liên hoan phim Việt Nam lần thứ 12                 | Quay phim xuất sắc | Nguyễn Thước  | Đoạt giải       | [ 10 ]      |
| 1999 | Liên hoan phim Việt Nam lần thứ 12                 | Đạo diễn xuất sắc  | Lê Mạnh Thích | Đoạt giải       | [ 10 ]      |